# Генерал (США)

Еполет генерала армії США

Офіційний прапор генерала (США)

Генера́л (США) (англ. General) — найвище військове звання вищого офіцерського складу (чотиризірковий генерал) у збройних силах США в мирний час. Як вище звання існує в армії США, ПС США і корпусі морської піхоти США, як генеральський чин офіцера, з оплатою за класом O-10. Вище за рангом ніж генерал-лейтенант та нижче за військове звання генерал армії США або Генерал Повітряних сил, які присвоюється лише у випадку оголошення війни Конгресом США. В корпусі морської піхоти це звання найвище. В інших видах збройних силах США (військово-морські сили та берегова охорона) звання генерала еквівалентне званню адмірала. Оскільки звання генерала армії та генерала ПС можуть бути присвоєні лише за умови воєнного часу, а в морській піхоті не існує п'ятизіркового еквівалента, на початок XXI століття це звання вважається найвищим рангом, яке офіцер може досягти в цих трьох видах збройних сил США.

## Військове звання«генерал»в Збройних силах США

### Порядок присвоєння звання«генерал»
Відповідно до законів США загальна кількість чотиризіркових офіцерів, які можуть перебувати на дійсній службі в мирний час, обмежена. Так, загальна кількість усіх генералів, які можуть служити одночасно в збройних силах, визначена в 230 — для армії, 208 — для ПС, 60 — для корпусу морської піхоти. Не більше ніж 25 % осіб  генеральського та адміральського складу від цій кількості, можуть мати більш ніж дві генеральські зірки. Законом визначена загальна кількість чотиризіркових генералів — 7 генералів в армії, 9 — генерали у ПС і 2 — генералів у морській піхоті.
Деякі з військових посад визначені законом. Для армії та Повітряних сил, посади начальника штабу та заступника начальника штабу обидві передбачають проходження на них служби особами в ранзі чотиризіркових генералів; для Корпусу морської піхоти, посади коменданта Корпусу та помічника коменданта також обидві передбачають чотиризіркових генералів. Крім цього, для Національної гвардії, начальник Бюро Національної гвардії, має бути в посаді повного генерала дійсної служби армії або ПС.
Водночас, існує кілька винятків з цих обмежень, що дозволяють перебувати на дійсній службі повним генералам в межах більш, ніж виділено законом. Чотиризірковий генерал, який знаходиться на посаді голови або заступника голови Об'єднаного комітету начальників штабів не враховуються в загальну чисельність повних генералів. Також, в такому становищі знаходиться генерал, котрий служить на посаді начальника Бюро Національної гвардії. Генерали, які займають посади в деяких міжвидових структурах військового управління, знаходяться на посадах чотиризіркових генералів, проте, посада не входить до загальної кількості, визначеної законом, і водночас, ці посади не можуть перевищувати ліміт генералів, що мають більш ніж дві зірки: до таких посад відносяться командувачі об'єднаних командувань збройних сил США, командувач американських військ в Кореї, а також заступник командувача Європейського Командування Збройних сил США, але за умови, якщо командувач цього командування є також Верховним головнокомандувачем ОЗС в Європі .
Деякі високопосадовці, що працюють у розвідувальних структурах держави, також не входять до загальної чисельності, але мають можливість бути повними генералами, в тому числі директор Центрального розвідувального управління. Президент США також має право своєю владою додати посаду або посади чотиризіркових генералів до одного з видів за рахунок іншого виду збройних сил. Нарешті, всі встановлені законом обмеження на кількість генералів можуть бути скасовані на розсуд президента у випадку оголошення війни або надзвичайного стану.
Отримання генералом звання повного або чотиризіркового генеральського чину здійснюється лише по зайняттю ним відповідної посади , й, відповідно до американської системи присвоєння військових звань, — звання спочатку присвоюється тимчасове. Але, по завершенню перебування в посаді, який закінчується із завершенням строку його повноважень, котрий зазвичай встановлюється законом, якщо генерал не отримав постійне звання, він повертається на попереднє звання.
У деяких конкретних випадках, Президент США має право в обхід цих вимог, з урахуванням національних інтересів, просувати офіцера на вищий пост, обминаючи ці вимоги. Кандидатура офіцера має бути підтримана більшістю голосів в Сенаті для призначення його на посаду і отримання звання повного генерала. Стандартний термін перебування в посаді чотиризіркового генерала триває три роки, два роки усталені та один рік додаткового продовження, за винятком таких випадків:
- начальники штабів видів збройних сил призначаються на чотири роки в одному чотирирічному терміні;
- заступники начальників штабів видів збройних сил номінуються на чотири роки, але, як правило, змінюються після одного або двох років перебування в посаді. Помічник коменданта морської піхоти служить протягом двох років;
- начальник Бюро Національної гвардії має номінальні чотири роки служби в посаді.

### Історія звання
Звання (чин) генерала є тимчасовим посадовим званням, під час Другої світової війни та деякий час після війни цей чин мав статус постійного і був присвоєний таким видатним воєначальникам як Д. Ейзенхауер, Дж. Маршалл тощо.
Сьогодні цей чин має статус тимчасового посадового військового звання, вищий офіцер якому присвоєно цей чин займає посаду, яка відповідає чину повного генерала та вже має тимчасовий посадовий чин генерал-лейтенанта. Присвоєння цього чину знаходиться в компетенції Президента США, а затвердження президентських призначень знаходиться в компетенції Конгресу США.
Наприклад, генерал Девід Маккірнан обіймав посади командувача Міжнародними силами сприяння безпеці (англ. International Security Assistance Force) та командувача американським контингентом в Афганістані з 2008 до 15 червня 2009 року, дня виходу у відставку. 15 червня 2009 року його замінив генерал-лейтенант Стенлі Маккрістал який отримав чин повного генерала в цей же день.
Знаки розрізнення генералів у видах збройних сил США

Погон генерала в армії США на повсякденну та парадно-вихідну форму одягу
Знімні зірки на погон (комір) генерала морської піхоти (США)
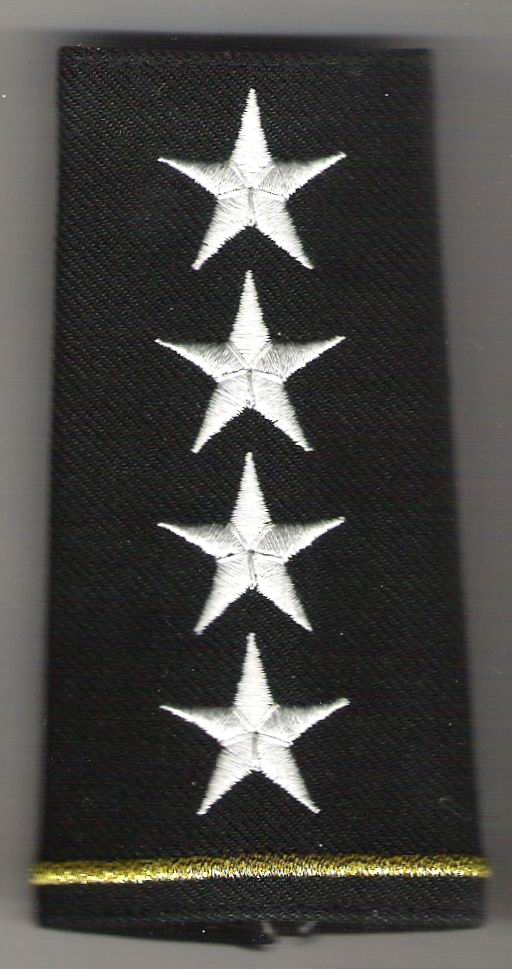
Нашивна накладка з зірками генерала в армії США на формену сорочку
Знак розрізнення генерала в армії США 1866 року
Погон генерала у Повітряних силах США на повсякденну та парадно-вихідну форму одягу